# Musculus capsularis
Musculus capsularis (Kapselmuskel) ist eine veraltete Bezeichnung für Skelettmuskeln, die einer Gelenkkapsel anliegen und diese spannen. Der Begriff ist in den Nomina anatomia veterinaria ab der vierten Auflage nicht mehr aufgeführt, wird aber noch in einigen Lehrbüchern verwendet. Statt dieses Begriffs werden heute die gelenkspezifischen Namen Musculus articularis coxae für den Kapselmuskel des Hüftgelenks und Musculus articularis humeri für den Kapselmuskel des Schultergelenks verwendet.